# Nödinge-Nol
Nödinge-Nol is de hoofdplaats van de Zweedse gemeente Ale, gelegen in Västra Götalands län, en telt 9.077 inwoners (2005).
De plaats Nödinge-Nol is een samenvoeging van de drie dorpen Alafors, Nol en Nödinge. Het ligt ongeveer 20 km noordoostelijk van Göteborg aan de E45, op de oostoever van de Göta älv. Nödinge werd in het verleden Kyrkby (kerkdorp) genoemd. Al sinds de middeleeuwen stond hier een kerk. De huidige kerk dateert uit 1727 en heeft mooie muurschilderingen.
Het centrum wordt gedomineerd door appartementencomplexen, een winkelcentrum (Ale Torg) en het Ale Gymnasium. Rond het centrum ligt een groot landelijk gebied met villa's. De omgeving van Nödinge-Nol bestaat uit de steile heuvels van het natuurpark Vättlefjäll in het zuidoosten en de rug van de Göta älv in het oosten. Vroeger bestond dit gebied uit zee, waarbij deze heuvels kleine eilandjes vormden.